# Champenard
Champenard ist eine französische Gemeinde mit 304 Einwohnern (Stand 1. Januar 2022) im Département Eure in der Region Normandie (vor 2016 Haute-Normandie); sie gehört zum Arrondissement Les Andelys und zum Kanton Gaillon. Die Einwohner werden Champenardais genannt.

## Geographie
Champenard liegt etwa 45 Kilometer südsüdöstlich von Rouen. Umgeben wird Champenard von den Nachbargemeinden Saint-Aubin-sur-Gaillon im Norden und Osten, Sainte-Colombe-près-Vernon im Süden sowie Autheuil-Authouillet im Südwesten und Westen.

## Bevölkerungsentwicklung
| Jahr                       | 1962 | 1968 | 1975 | 1982 | 1990 | 1999 | 2006 | 2013 | 2019 |
| Einwohner                  | 91   | 102  | 108  | 107  | 129  | 140  | 174  | 237  | 288  |
| Quellen: Cassini und INSEE |      |      |      |      |      |      |      |      |      |